# Life Is Peachy
Life Is Peachy é o segundo álbum de estúdio da banda estadunidense de nu metal Korn, lançado a 15 de Outubro de 1996. As canções do álbum trazem temas obscuros como: dor, vingança, ódio e tristeza.
Life Is Peachy chegou ao terceiro lugar na lista de vendas nos EUA, tendo até 4 de Janeiro de 2013 vendido 2,5 milhões de cópias no país e mais de 6 milhões no mundo todo.

## Faixas
| lista de faixas |                                                            |         |  |
| N.º             | Título                                                     | Duração |  |
| 1.              | "Twist"                                                    | 0:49    |  |
| 2.              | "Chi"                                                      | 3:55    |  |
| 3.              | "Lost"                                                     | 2:55    |  |
| 4.              | "Swallow"                                                  | 3:38    |  |
| 5.              | "Porno Creep"                                              | 2:01    |  |
| 6.              | "Good God"                                                 | 3:20    |  |
| 7.              | "Mr. Rogers"                                               | 5:10    |  |
| 8.              | "K@#ø%!"                                                   | 3:02    |  |
| 9.              | "No Place to Hide"                                         | 3:31    |  |
| 10.             | "Wicked" (part. Chino Moreno Cover de Ice Cube)            | 4:00    |  |
| 11.             | "A.D.I.D.A.S."                                             | 2:32    |  |
| 12.             | "Lowrider" (Cover de War)                                  | 0:58    |  |
| 13.             | "Ass Itch"                                                 | 3:39    |  |
| 14.             | "Kill You" (possui uma faixa escondida: "Twist Acapella".) | 8:37    |  |
| Duração total:  | Duração total:                                             | 48:14   |  |

## Créditos

### Korn
- Jonathan Davis – Vocal, guitarra, bateria
- Brian Welch – Guitarra, vocais de apoio
- James Shaffer – Guitarra
- Fieldy – Baixo
- David Silveria – Bateria

### Convidados
- Chino Moreno (Deftones) – Vocal em "Wicked" (cover de Ice cube)